# Österreichische Fußball-Frauenmeisterschaft 1993/94
Die österreichische Fußball-Frauenmeisterschaft wurde 1993/94 zum 22. Mal nach der 35-jährigen Pause zwischen 1938 und 1972 ausgetragen. Die höchste Spielklasse ist die Frauen-Bundesliga und wurde zum 12. Mal durchgeführt. Die zweithöchste Spielklasse, in dieser Saison die 15. Auflage, war die 2. Liga Ost, die zum 11. Mal durchgeführt und vom Österreichischen Fußballbund zum zweiten Mal veranstaltet wurde. Da im nächsten Jahr die Regionalliga West zum ersten Mal ausgetragen wird spielten die Fußballklubs in der Landesliga Tirol und Vorarlberg um den Aufstieg in die neue Liga.
Österreichischer Fußballmeister wurde zum fünften Mal Union Kleinmünchen. Der Meister der zweithöchsten Spielklasse wurde in der 2. Liga Ost der SC Neunkirchen. In Tirol stiegen der Innsbrucker AC als Meiser und die Sportunion Inzing und in Vorarlberg die Damen von RW Rankweil und dem FC Schwarzach in die neugegründete Regionalliga West auf.

## Erste Leistungsstufe – Frauen-Bundesliga

### Modus
Heuer wurde der Modus verändert, denn die sieben Mannschaften spielten zuerst in zwölf Runden gegen jeden zweimal. Danach wurde die Liga auf zwei Gruppen aufgeteilt: Die erst- bis viertplatzierten Vereine kämpften in weiteren sechs Runden (jeder gegen jeden zweimal) um den Meistertitel. Die fünft- bis siebtplatzierten Teams spielten in zusätzlichen vier Runden (jeder gegen jeden zweimal) ursprünglich um den Abstieg in die 2. Division, jedoch musste heuer kein Verein den Gang in die zweite Division antreten. Ein Sieg wurde mit zwei Punkten belohnt, ein Unentschieden mit einem Zähler.

### Saisonverlauf
Die Liga setzte sich gegenüber dem Vorjahr, in dem zehn Vereine teilnahmen, aus sieben Teams zusammen, da der First Vienna FC 1894, der SC Neunkirchen sowie der DFV Juwelen Janecka in dieser Meisterschaft nicht vertreten waren. Der DFC Obersdorf war trotz Titelgewinn der zweiten Liga letzte Saison nicht berechtigt der Meisterschaft beizuwohnen.

### Tabellen
Tabelle nach dem Grunddurchgang (Herbsttabelle)
| Pl.                                                                 | Verein                     | Sp. | S | U | N | Tore    | Diff. | Punkte |
| ------------------------------------------------------------------- | -------------------------- | --- | - | - | - | ------- | ----- | ------ |
| 1.                                                                  | Union Kleinmünchen (M) (C) | 12  | 9 | 2 | 1 | 045:210 | +24   | 20     |
| 2.                                                                  | USC Landhaus               | 12  | 8 | 1 | 3 | 029:110 | +18   | 17     |
| 3.                                                                  | ASV Vösendorf              | 12  | 5 | 3 | 4 | 021:200 | +1    | 13     |
| 4.                                                                  | DFC Heidenreichstein       | 12  | 5 | 2 | 5 | 026:230 | +3    | 12     |
| 5.                                                                  | DFC Ostbahn XI             | 12  | 3 | 5 | 4 | 021:250 | −4    | 11     |
| 6.                                                                  | SC Brunn am Gebirge        | 12  | 1 | 4 | 7 | 011:400 | −29   | 06     |
| 7.                                                                  | 1. DFC Leoben              | 12  | 1 | 3 | 8 | 012:250 | −13   | 05     |
| Stand: Endstand nach dem Grunddurchgang. Quelle: Union Kleinmünchen |                            |     |   |   |   |         |       |        |

| (M) | Österreichischer Fußball-Frauenmeister 1992/93 |
| (C) | ÖFB-Ladies-Cup-Sieger 1992/93                  |

Oberes Play-off (Abschlusstabelle)
Das Obere Play-off endete mit folgendem Ergebnis:
| 1.                                                 | Union Kleinmünchen (M) (C) | 18 | 13 | 3 | 2 | 064:290 | +35 | 29 |
| 2.                                                 | USC Landhaus               | 18 | 12 | 2 | 4 | 044:180 | +26 | 26 |
| 3.                                                 | DFC Heidenreichstein       | 18 | 7  | 2 | 9 | 034:380 | −4  | 16 |
| 4.                                                 | ASV Vösendorf              | 18 | 5  | 5 | 8 | 032:430 | −11 | 15 |
| Stand: Endstand. Quelle: NOeFV, Union Kleinmünchen |                            |    |    |   |   |         |     |    |

| (M) | Österreichischer Fußball-Frauenmeister 1992/93 |
| (C) | ÖFB-Ladies-Cup-Sieger 1992/93                  |

Unteres Play-off (Abschlusstabelle)
Das Untere Play-off endete mit folgendem Ergebnis:
| 1.                                                 | DFC Ostbahn XI      | 16 | 5 | 6 | 5  | 031:300 | +1  | 16 |
| 2.                                                 | SC Brunn am Gebirge | 16 | 3 | 5 | 8  | 020:440 | −24 | 11 |
| 3.                                                 | 1. DFC Leoben       | 16 | 2 | 3 | 11 | 015:380 | −23 | 07 |
| Stand: Endstand. Quelle: NOeFV, Union Kleinmünchen |                     |    |   |   |    |         |     |    |

Aufsteiger
- Frauenliga Ost: SC Neunkirchen

## Zweite Leistungsstufe
Die zweite Leistungsstufe bestand aus der 2. Division Ost, in der Vereinen aus Niederösterreich (NÖFV) und Wien (WFV) um den Aufstieg in die Frauen-Bundesliga spielten. In dieser Saison kämpften in der Damenliga Tirol mit den Vereinen aus Tirol (TFV) und in der Vorarlberg Landesliga Damen mit den Vereinen aus Vorarlberg (VFV) um den Einstieg in die im nächsten Jahr neu gegründete Regionalliga West.

### 2. Liga Ost

#### Modus
Jeder spielte gegen jeden viermal in 20 Runden. Ein Sieg wurde mit zwei Punkten belohnt, ein Unentschieden mit einem Zähler.

#### Saisonverlauf
Die Liga setzte sich gegenüber dem Vorjahr, in dem vier Vereine teilnahmen, aus sechs Teams zusammen. Nicht vertreten ist die B-Mannschaft von USC Landhaus, dafür die drei Absteiger aus der ersten Klasse First Vienna FC 1894, der SC Neunkirchen sowie der DFV Juwelen Janecka. Meister der zweithöchsten Spielklasse wurde der SC Neunkirchen, der letzte Saison abgestiegen war und somit berechtigt ist nächste Saison wieder in der höchsten Spielklasse zu spielen.

#### Abschlusstabelle
Die Meisterschaft endete mit folgendem Ergebnis:
| Pl.                            | Verein                   | Sp. | S  | U | N  | Tore    | Diff. | Punkte |
| ------------------------------ | ------------------------ | --- | -- | - | -- | ------- | ----- | ------ |
| 1.                             | SC Neunkirchen (A)       | 20  | 16 | 0 | 4  | 073:170 | +56   | 32     |
| 2.                             | DFC Obersdorf            | 20  | 12 | 3 | 5  | 046:280 | +18   | 27     |
| 3.                             | DFV Juwelen Janecka (A)  | 20  | 8  | 3 | 9  | 045:490 | −4    | 19     |
| 4.                             | ATSV Deutsch-Wagram      | 20  | 8  | 3 | 9  | 036:430 | −7    | 19     |
| 5.                             | SV Donau (N)             | 20  | 8  | 2 | 10 | 033:360 | −3    | 18     |
| 6.                             | First Vienna FC 1894 (A) | 20  | 1  | 3 | 16 | 020:800 | −60   | 05     |
| Stand: Endstand. Quelle: NOeFV |                          |     |    |   |    |         |       |        |

| (A) | Absteiger der Saison 1992/93     |
| (N) | Neueinsteiger der Saison 1992/93 |

Aufsteiger
- Niederösterreich: SV Horn
- Wien: keiner

### Damenliga Tirol

#### Modus
Die Liga bestand aus sechs Vereinen, die in zwei Durchgängen, eine Hin- und eine Rückrunde, gegeneinander spielten. So wurden in 10 Runden der Meister der Tiroler Liga ermittelt.

#### Saisonverlauf
Die Liga setzte sich gegenüber dem Vorjahr wieder aus sechs Klubs zusammen, denn die SPG Obsteig/Mieming war nicht mehr dabei, stattdessen spielte aber erstmals SV Bad Häring mit. Meister wurde in dieser Saison der Innsbrucker AC, der für den Aufstieg in die neu gegründete Regionalliga West spielberechtigt war, ebenso stieg die Sportunion Inzing auf. Der SV Umhausen blieb in der Liga, während die anderen drei Vereine SV Bad Häring, SV Breitenbach und SV Langkampfen ihren Spielbetrieb am Saisonende einstellten.

#### Abschlusstabelle
Die Meisterschaft endete mit folgendem Ergebnis:
| Pl.                          | Verein            | Sp. | S  | U | N  | Tore    | Diff. | Punkte |
| ---------------------------- | ----------------- | --- | -- | - | -- | ------- | ----- | ------ |
| 1.                           | Innsbrucker AC    | 10  | 10 | 0 | 0  | 123:400 | +119  | 20     |
| 2.                           | Sportunion Inzing | 10  | 8  | 0 | 2  | 127:100 | +117  | 16     |
| 3.                           | SV Breitenbach    | 10  | 6  | 0 | 4  | 045:350 | +10   | 12     |
| 4.                           | SV Langkampfen    | 10  | 4  | 0 | 6  | 031:560 | −25   | 08     |
| 5.                           | SV Umhausen       | 10  | 2  | 0 | 8  | 009:600 | −51   | 04     |
| 6.                           | SV Bad Häring (N) | 10  | 0  | 0 | 10 | 002:172 | −170  | 0      |
| Stand: Endstand. Quelle: TFV |                   |     |    |   |    |         |       |        |

| (N) | Neueinsteiger der Saison 1992/93 |

Aufsteiger
- Innsbrucker AC II
- Sportunion Inzing II
- SV Wörgl

### Vorarlberg Landesliga Damen
Es liegen keine Aufzeichnungen über eine Austragung des Wettbewerbes vor. In die neugegründete Regionalliga West Damen sind die Damen von RW Rankweil und FC Schwarzach spielberechtigt.

## Meisterschaften in den Bundesländern

### Damenliga Oberösterreich

#### Modus
Die Liga bestand aus sieben Vereinen, die in einer Hin- und einer Rückrunde gegeneinander spielten. So wurden in 12 Runden der Meister der Oberösterreichischen Damenliga ermittelt.

#### Saisonverlauf
Die Liga setzte sich gegenüber dem Vorjahr, in dem sechs Vereine teilnahmen, aus sieben Klubs zusammen, denn die Union St. Agatha war nicht dabei, stattdessen spielten erstmals SV Garsten und SV Taufkirchen/Pram mit. Meister wurde in dieser Saison FC Münzkirchen, der jedoch nicht berechtigt ist nächste Saison in der höchsten Spielklasse zu spielen. SV Hellmonsödt löste seine Damenmannschaft am Saisonende auf.

#### Abschlusstabelle
Die Meisterschaft endete mit folgendem Ergebnis:
| Pl.                          | Verein                  | Sp. | S  | U | N  | Tore    | Diff. | Punkte |
| ---------------------------- | ----------------------- | --- | -- | - | -- | ------- | ----- | ------ |
| 1.                           | FC Münzkirchen          | 12  | 10 | 2 | 0  | 060:100 | +50   | 22     |
| 2.                           | ATSV Sattledt           | 12  | 10 | 0 | 2  | 070:160 | +54   | 20     |
| 3.                           | Union Kleinmünchen II   | 12  | 8  | 1 | 3  | 058:150 | +43   | 17     |
| 4.                           | SV Garsten (N)          | 12  | 6  | 1 | 5  | 051:310 | +20   | 13     |
| 5.                           | SV Taufkirchen/Pram (N) | 12  | 4  | 0 | 8  | 023:530 | −30   | 08     |
| 6.                           | SV Chemie Linz          | 12  | 2  | 0 | 10 | 006:870 | −81   | 04     |
| 7.                           | SV Hellmonsödt          | 12  | 0  | 0 | 12 | 004:600 | −56   | 0      |
| Stand: Endstand. Quelle: OFV |                         |     |    |   |    |         |       |        |

| (N) | Neueinsteiger der Saison 1992/93 |

Aufsteiger
- SV Garsten